# Джей Катлер
Джей Катлер (англ. Jay Cutler; 3 серпня 1973, Вустер, Массачусетс, США) — американський бодібілдер і актор, чотириразовий володар титулу «Містер Олімпія» (2006, 2007, 2009, 2010).

## Ранні роки
У дитинстві Джей працював на будівництві батька і в бізнесі свого брата, ймовірно це і вплинуло на нього як на культуриста — Катлер навчився довгої і наполегливої праці.
У шкільні роки Джей багато подорожував і часто міняв місця навчання. Він ніколи не страждав недоліком уваги і був досить популярною людиною. У школі Джей професійно займався американським футболом. Після закінчення школи в 1991 році, він вступив до коледжу Quinsigamond Community і здобув освіту Associate Degree in Criminal Justice (Кримінальне право). Оскільки Джей не брав участі у спортивних змаганнях коледжу, він став самостійно займатися бодібілдингом, і незабаром досяг непоганих результатів.

## Спортивна кар'єра
Зріст Джея Катлера — 176см. Його вага повинна відповідати вимогам культуристичної моди, і на час змагань це 120 кг. У міжсезоння його вага порівняна з вагою будь-якого іншого професійного культуриста — на етапі набору маси його вага може досягати 155 кг. Джей не тільки професійний культурист, а також тренер.
Джей знімався в численних відео про підготовку до конкурсу «Містер Олімпія», а також у нього є свої власні відео про його регулярні тренування. Джейсон також написав книгу «Jay Cutler's No Nonsense Guide to Successful Bodybuilding». У 2006 році Катлер став містером олімпія, вигравши у багаторазового чемпіона Ронні Колеман (для якого ця олімпія стала останньої). На даному змаганні Катлер перевершив самого себе. Колеман був трохи більший і навіть просто стоячи виглядав переконливіше Катлера, але в позах (особливо зі спини) Катлер зміг обіграти Колемана і в результаті вирвати перемогу. Можливо судді просто втомилися від довготривалого домінування Колемана.
На даний момент Джей Катлер є чотириразовим « Містером Олімпія» і єдиним зумів повернути собі титул містер Олімпія після поразки (у 2008 році від Декстера Джексона; раніше титул з перервою вигравали Арнольд Шварценеггер і Франко Коломбо, які вигравши конкурси у 1975 і 1976 роках відповідно, заявляли про відхід з професійного бодібілдингу. Титул ставав вакантним, а не програним. у 1980 і 1981 роках відповідно, вищезазначені спортсмени заявляли про своє повернення у великий спорт, вигравали ще по одному титулу «Містер Олімпія», після чого заявляли про остаточний відхід з змагального бодібілдингу).